# أجور مقابل شغل البيت

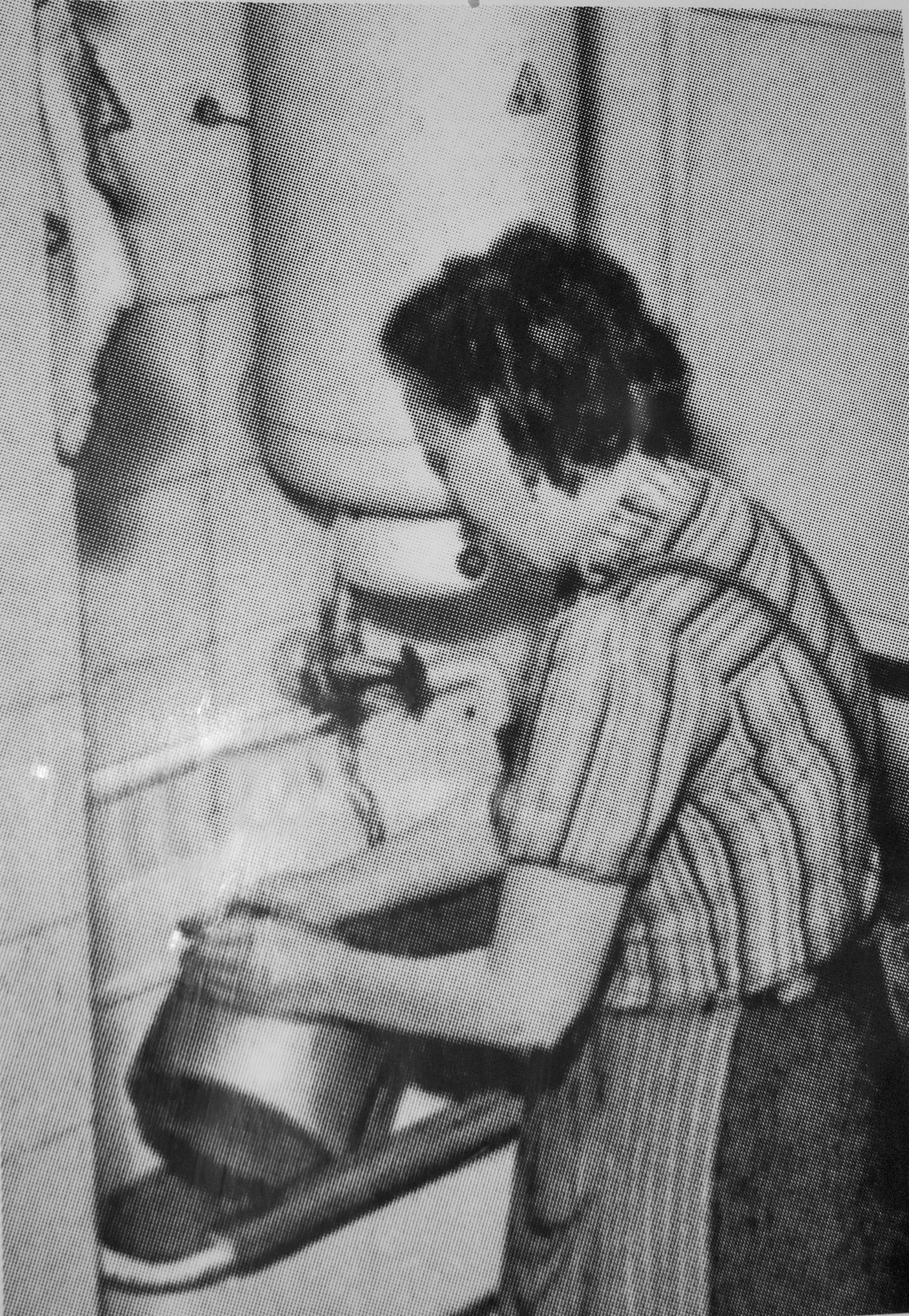

الحملة الدولية للأجور مقابل العمل المنزلي (أو «أجور مقابل شغل البيت») حركة اجتماعية نسوية عالمية، انبثقت عن «التجمع النسائي الدولي» في إيطاليا عام 1972، وقد أشعلت مقاومة وفتحت نقاشًا عامًا حول التكوينات الاجتماعية التي تنتجها العمالة المُجندرة والإنجابية كالأعمال المنزلية مثلاً من: شغل البيت، ورعاية الأطفال، والتمييز بين الجنسين، وتأدية الأدوار الجندرية (التي يعززها المجتمع ويرسخها)، وتمايز الرغبة بين الأنواع الاجتماعية، وتفاوت أوقات الفراغ.

## نبذة
تضمن برنامج الحملة حق النساء في العمل خارج المنزل، واستحقاقات البطالة، وإجازة الوضع، وتساوي الأجور.   شُكِّلت الحملة في بادوا بإيطاليا، وتزعمتها: سِلمى جيمس، وبريجيت غالتير، ومارياروسا دالا كوستا، وسِلفيا فِدِريتشي. كان أحد المبادئ التي انطلقت منها الحملة أن: العمل الإنجابي أساس العمل الصناعي؛ إذ له دور هام في أود العمال الذكور ورعايتهم كي يضطلعوا بمهماتهم الموكلة لنوعهم الاجتماعي، ومع ذلك لا يُرى العمل الإنجابي مُثمرًا بما يكفي ليصبح عملاً مأجورًا. 

## الخلفية
انطلقت المطالَبات بـ«الأجور مقابل شغل البيت» من أطر ماركسية، واستخدمتها في تأمل اعتماد الاقتصادات الرأسمالية على ممارسات تستغل قطاعات معينة من البشر.  كانت مارياروسا دالا كوستا وبعض المشتركات في حملة «أجور مقابل شغل البيت» منخرطات ومشتبكات في حركة «أوبرايزمو» الفكرية (التي انبثقت في سياق إضرابات المصانع في شمال إيطاليا في السبعينات) تلتقي حملة «أجور مقابل شغل البيت» مع «أوبرايزمو» في فكرة أن ظروف العمل العادلة – بما فيها الأجور – هي السبيل إلى الاعتراف الاجتماعي بالعمل، وقد شجعت «أوبرايزمو» العمال على السعي إلى مصالحهم المباشرة والانخراط في إضرابات المصانع للمطالبة بظروف أفضل. عقدت حملة «أجور مقابل شغل البيت» أيضًا ناقشات مشتركة مع «أوبرايزمو» تناولتا فيها ما يُسمَّى بـ«المصنع الاجتماعي»؛ حيث «يعيش المجتمع بأكمله حياة مرتبطة بالمصنع، والمصنع يبسط هيمنته الحصرية على المجتمع بأسره».  كانت من أنشطة الحملة: الاحتجاجات الطلابية، وورش العمل المجتمعية، واحتجاجات الفعل المباشر.